# Carl Volckhausen

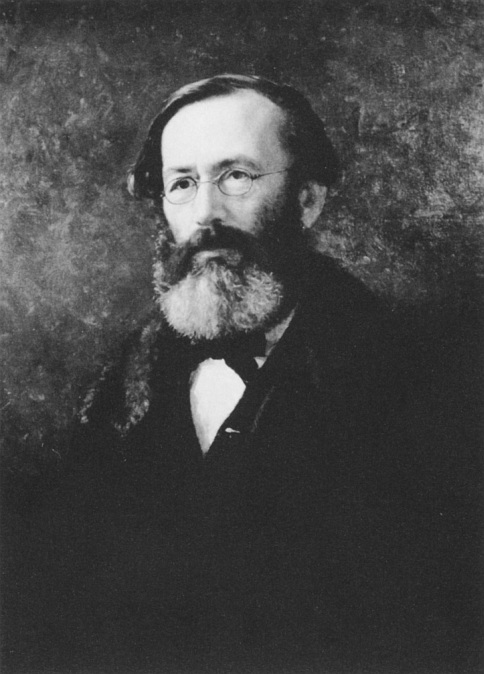
Carl Volckhausen auf einem Gemälde seiner Tochter Adele

Carl Volckhausen (* 23. Oktober 1822 in Haustenbeck; † 29. Oktober 1899 in Düsseldorf) war ein deutscher Lehrer, Journalist und Schriftsteller.

## Leben
Carl Volckhausen wurde am 23. Oktober 1822 in Haustenbeck geboren. Sein Vater war der Pastor Henrich Ludwig Christoph Ferdinand Volckhausen (* 1794 in Schötmar; † 30. Januar 1852 in Lemgo), seine Mutter Karoline Henriette Johanne Christine Wülfing (* 12. März 1801 in Kleve; † nach 1864). Volckhausen wurde am 13. November 1822 auf den vollständigen Namen David Philipp Carl Friedrich Louis getauft. Vom Winter 1838/39 bis zum März 1842 besuchte er das Gymnasium in Detmold. Dem Wunsch seines Vaters entsprechend, studierte er an den Universitäten von Tübingen und Jena Theologie. Während seines Studiums wurde er 1843 Mitglied der Burschenschaft Arminia auf dem Burgkeller und der Burschenschaft Germania Tübingen. Das Studium beendete er im Jahre 1845. Zurück in der lippischen Heimat, meldete er sich von Lemgo aus beim Fürstlich Lippischen Konsistorium zu Detmold zum Predigerexamen an. Nach Bestehen der schriftlichen und mündlichen Prüfung sowie der Probepredigt genehmigte Fürst Leopold II. Volckhausens Aufnahme unter die Landeskandidaten, die Entscheidung wurde am 22. November in Ausgabe 47 des Fürstlich Lippischen Regierungs- und Anzeigeblattes bekanntgegeben.
Während seines Studiums hatte Volckhausen die Bekanntschaft von Theodor Althaus gemacht. Althaus hatte in Detmold einen Leseverein gegründet, der „oppositionelle Schriften“ von Ludwig Feuerbach, David Friedrich Strauß, Georg Herwegh und anderen im Fürstentum Lippe verbreitete. Im Winter 1845/46 war Carl Volckhausen für die Verteilung der Bücher und Broschüren zuständig. Mittlerweile hatte sich Volckhausen vom Gedanken abgewendet, eine kirchliche Laufbahn einzuschlagen. Als die Fürstliche Regierung im September 1847 eine sechste Klasse am Detmolder Gymnasium einrichtete, bewarb er sich erfolgreich um die Stelle als Klassenlehrer.
Die Märzrevolution erfasste im Frühjahr 1848 auch das Fürstentum Lippe. Am 25. März erschien die erste Ausgabe der Wage, und Volckhausen wurde neben Karl Vette aus Detmold und Gustav Adolf Wolff aus Lemgo als einer der drei Redakteure genannt. Am 8. Mai wurde in Detmold ein eng mit der Zeitung verbundener Bürgerverein gegründet, der bald darauf in Detmolder Volksverein umbenannt wurde. Vereinspräsident war Karl Vette, Vizepräsident Carl Volckhausen und Schriftführer Otto Dresel.
Da Volckhausens Anschauungen auf seine Schüler abfärbten, wandte sich der stellvertretende Schuldirektor Professor Bertholt am 13. August 1848 besorgt an die Scholarchats-Kommission. Diese kam, insbesondere auf Bestreben des Geheimrats Rohdewald, zu dem Schluss, dass Volckhausens Engagement bei der Wage und seine Stellung als Lehrer nicht miteinander zu vereinbaren wären. Carl Volckhausen schied daher am 22. August 1848 aus der Redaktion aus. Damit waren die Querelen im Volckhausens Schuldienst aber noch nicht beendet und nach weiteren Diskussionen und Gutachten wurde er im September 1849 aus dem Schuldienst entlassen. Lange hielt es ihn dann nicht mehr in Lippe und im Februar 1850 nahm er kurzzeitig eine Lehrerstelle an einer Privatschule in Hoya an.
1851 zog er nach Hamburg, um dort eine durch Malwida von Meysenbug vermittelte Stelle an der Hochschule für das weibliche Geschlecht anzunehmen. In Hamburg lernte er auch seine spätere Frau Adeline Voigt kennen, sie heirateten 1853. Die gemeinsame Tochter Adele kam am 12. März 1854 zur Welt.
Weder die Hochschule noch die Gemeindeschule der Deutschkatholiken in Hamburg, in der Volckhausen anschließend angestellt war, hatten lange Bestand. Seiner Frau zuliebe verwarf er Pläne einer Auswanderung in die Vereinigten Staaten und blieb mit ihr in Hamburg. Gemeinsam mit Ludwig Walesrode gab er von Januar bis November 1857 den Kompass. Eine Wochenschrift zur Belehrung und Unterhaltung heraus, die zu den literarisch anspruchsvollen Literaturzeitschriften Hamburgs gehörte. Mit zunächst geringem Erfolg versuchte er sich als Schriftsteller, mehr Erfolg hatte die ebenfalls schriftstellerisch tätige Adeline Volckhausen. In Hamburg war Volckhausen Mitglied im Arbeiterbildungsverein und im Verein zur Förderung der Gewissensfreiheit. 1866 bis 1867/68 war er Vertreter der Hamburgischen Bürgerschaft.
Ab 1867 war Volckhausen in Frankfurt, wo ihm Leopold Sonnemann, Eigentümer und Herausgeber der Frankfurter Zeitung, den Posten des Chefredakteurs angeboten hatte. Mitte 1873 kam es zu einem Verwürfnis zwischen Sonnemann und der Redaktion der Zeitung, infolgedessen Volckhausen seinem Gewissen folgte und den Posten räumte. Von 1873 bis 1875 war er Redakteur bei der Neuen Badische Landeszeitung. Zusammen mit seiner Familie zog er am 20. November 1875 nach Düsseldorf und sich ins Privatleben zurück. Seine Frau Adeline starb am 17. März 1895. Carl Volckhausen überlebte sie um wenige Jahre und starb am 29. Oktober 1899 geistig umnachtet in einer Anstalt. Die unverheiratete Tochter Adele Volkhausen, die bis zu einer Erkrankung als Malerin tätig war, starb am 19. März 1924 ebenfalls in Düsseldorf.
Carl Volckhausen findet sich in einer Meldung der Wage auch unter den vorgesehenen Teilnehmern des Märzvereinkongresses in Frankfurt im Mai 1849.

## Werke
- Aus einem deutschen Kleinstaat. In: Die Gartenlaube. 1877 (Volltext [Wikisource]).
- Zur Geschichte eines kleinen Staates : (die Revolution von 1848 in Lippe), 1862, Reprint der Buchausgabe herausgegeben und mit einem Nachweis versehen von Michael Vogt 1999, Aisthesis Verlag, Bielefeld, ISBN 3-89528-231-6